# Вольненское сельское поселение (Адыгея)
Вольненское сельское поселение — муниципальное образование в составе Кошехабльского муниципального района Республики Адыгея Российской Федерации.
Административный центр — село Вольное.

## Население
| 2002  | 2010  | 2011  | 2012  | 2013  | 2014  | 2015  |
| ----- | ----- | ----- | ----- | ----- | ----- | ----- |
| 5207  | ↘4140 | →4140 | ↗4156 | ↗4157 | ↗4182 | ↘4173 |
| 2016  | 2017  | 2018  | 2019  | 2020  | 2021  | 2023  |
| ↘4163 | →4163 | ↘4112 | ↘4103 | ↗4152 | ↗4159 | ↗4213 |
| 2024  |       |       |       |       |       |       |
| ↗4254 |       |       |       |       |       |       |

## Состав сельского поселения
| № | Населённый пункт     | Тип населённого пункта       | Население |
| - | -------------------- | ---------------------------- | --------- |
| 1 | Вольное              | село, административный центр | ↗3757     |
| 2 | Шелковников          | хутор                        | ↗308      |
| 3 | Кармолино-Гидроицкий | хутор                        | ↗189      |

## Национальный состав
По переписи населения 2010 года, из 4 140 проживающих в сельском поселении, 4 128 указали свою национальность:
- русские — 3 199 чел. (77,50 %),
- цыгане — 484 чел. (11,72 %),
- армяне — 231 чел. (5,60 %),
- адыгейцы — 112 чел. (2,71 %),
- лезгины — 40 чел. (0,97 %),
- украинцы — 20 чел. (0,48 %),
- другие — 42 чел. (1,02 %).

По данным переписи населения 2021 года из 4159 проживающих в сельском поселении, 4091 человека указали свою национальность
:
| Народ           | Численность, чел. | Доля от населения, % |
| --------------- | ----------------- | -------------------- |
| Русские         | 3 118             | 76,21 %              |
| Цыгане          | 599               | 14,64 %              |
| Армяне          | 208               | 5,08 %               |
| Адыги (Черкесы) | 94                | 2,30 %               |